# Paeonia peregrina
Pivoine voyageuse, Pivoine peregrina
Espèce
Synonymes
- Paeonia bysantina DC.[1]
- Paeonia decora G.Anderson[1]
- Paeonia femina var. villosa (Huth) Gürke[1]
- Paeonia humilis var. villosa (Huth) Stern[1]
- Paeonia multifida Salm-Dyck[1]
- Paeonia officinalis var. peregrina (Mill.) Martyn[1]
- Paeonia peregrina var. villosa Huth[1]
- Paeonia romanica D.Brândză[1]
- Paeonia splendens Sabine ex Salm-Dyck[1]
- Paeonia tartarica Mill.[1]

Paeonia peregrina, la Pivoine voyageuse ou encore Pivoine peregrina, est une espèce de plantes à fleurs de la famille des Paeoniaceae (les pivoines).

## Systématique
L'espèce Paeonia peregrina a été décrite en 1768 par le botaniste britannique Philip Miller (1691-1771),.

## Répartition
Cette plante est originaire de l'Europe du Sud-Est et de la Turquie. 

## Description
C'est une plante herbacée vivace à rhizomes charnus. Elle peut atteindre 60 cm de hauteur.
Elle possède un feuillage caduc composé folioles de couleur vert sombre. Elle possède des fleurs rouges simples, d'un diamètre de 10 à 13 cm, avec des étamines jaunes proéminentes. Elles commencent à éclore au printemps. On peut généralement la floraison de mai jusqu'à juin.
Après la floraison, la plante donne des graines rondes de couleur noire qui germent après avoir été exposées au froid.  
Le cultivar 'Otto Froebel' a remporté le prix du mérite du jardin de la Royal Horticultural Society,.

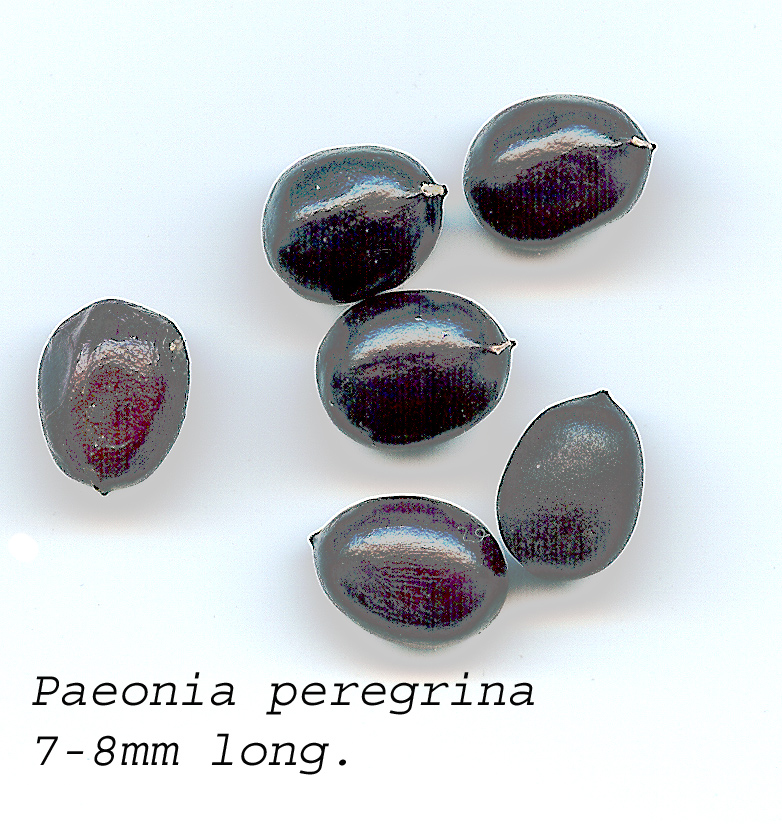
Graines.
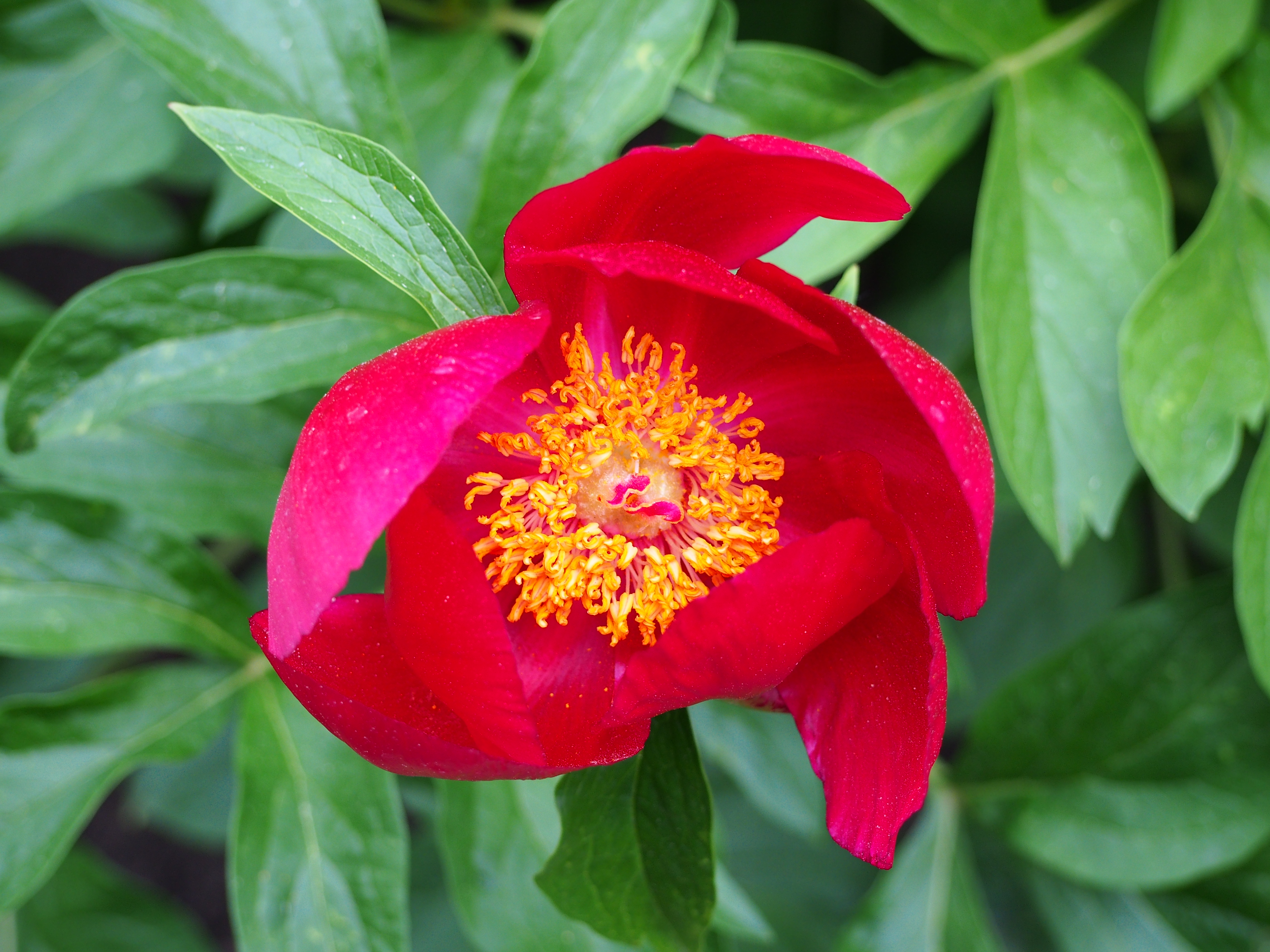
Fleur.
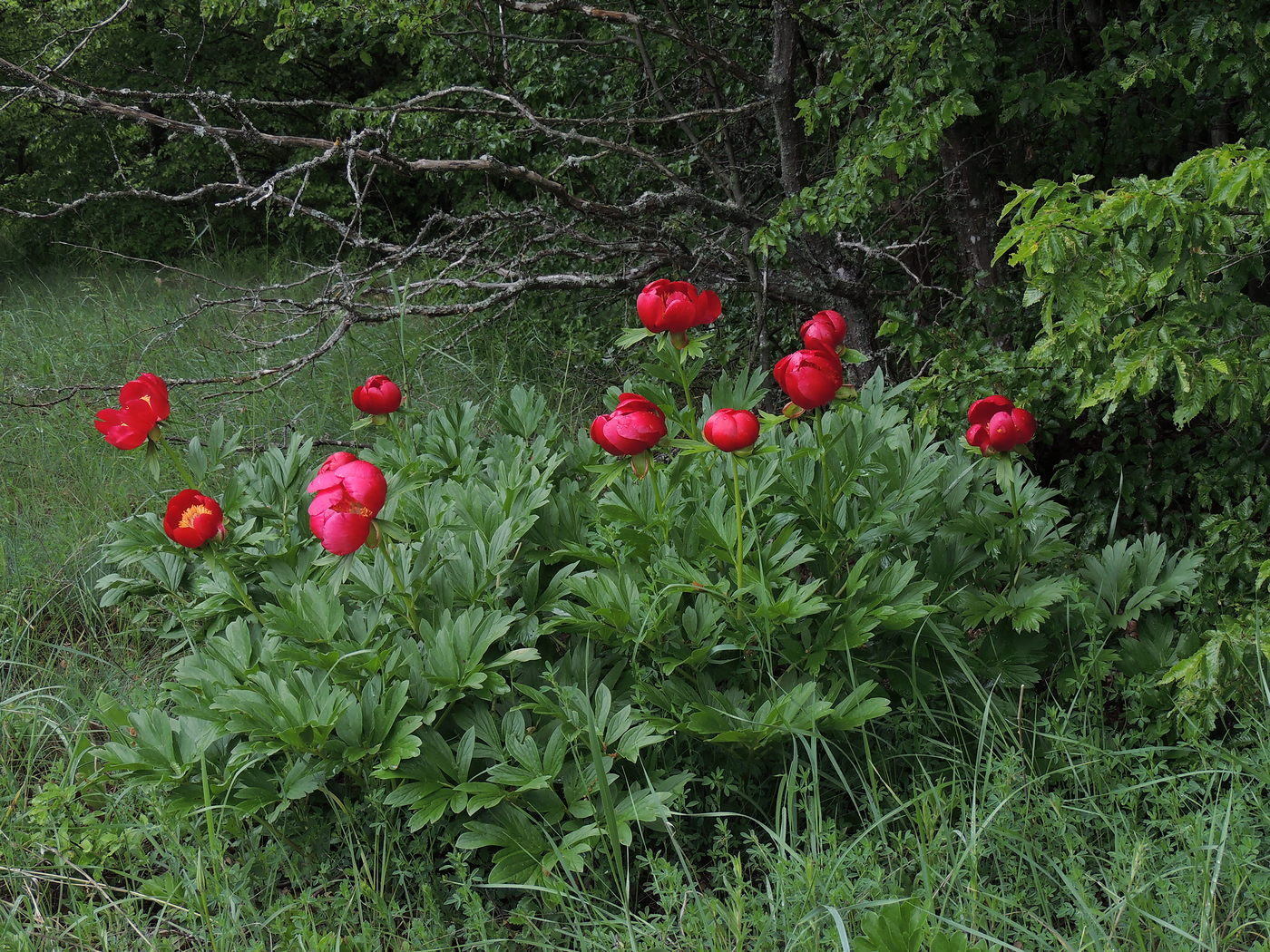
Plante mature.

## Liste des variétés
Selon Tropicos (14 novembre 2022) (liste brute contenant possiblement des synonymes) :
- variété Paeonia peregrina var. cretica (Tausch) Huth
- variété Paeonia peregrina var. glabra Boiss.
- variété Paeonia peregrina var. villosa Huth

## Écologie
Cette plante affectionne les sols plutôt calcaires, ensoleillés ou mi-ombragés entre 50 et 1 500 m d'altitude.

## Référence àPaeonia peregrina
La ville de Bozhurishte en Bulgarie tient son nom des prairies de pivoines sauvages, notamment des pivoines voyageuses, qui poussaient sur le territoire de la commune à sa création.

## Publication originale
- Philip Miller, The Gardeners Dictionary (œuvre écrite).